# Osecký dub
Osecký dub (také známý jako Tisíciletý dub v Oseku, Tlustý dub nebo Husitský dub) byl památný strom v Oseku na Teplicku. Dub nebyl vyhlášený jako památný ze zákona, protože se roku 1992 (Zákon o ochraně přírody) nedožil, byť je u něj umístěna informační tabulka Památné stromy.

## Základní údaje
- výška: 4 m (torzo, 2010)
- obvod: 854 cm (1883),[1] 825 cm (1896, v 70 cm)[2]
- věk: 1500 let (1883),[1] 1500 let (1896),[2] 1000 let (pověsti)
- souřadnice: 50°37′38.28″N 13°41′32.00″E

## Stav stromu a údržba

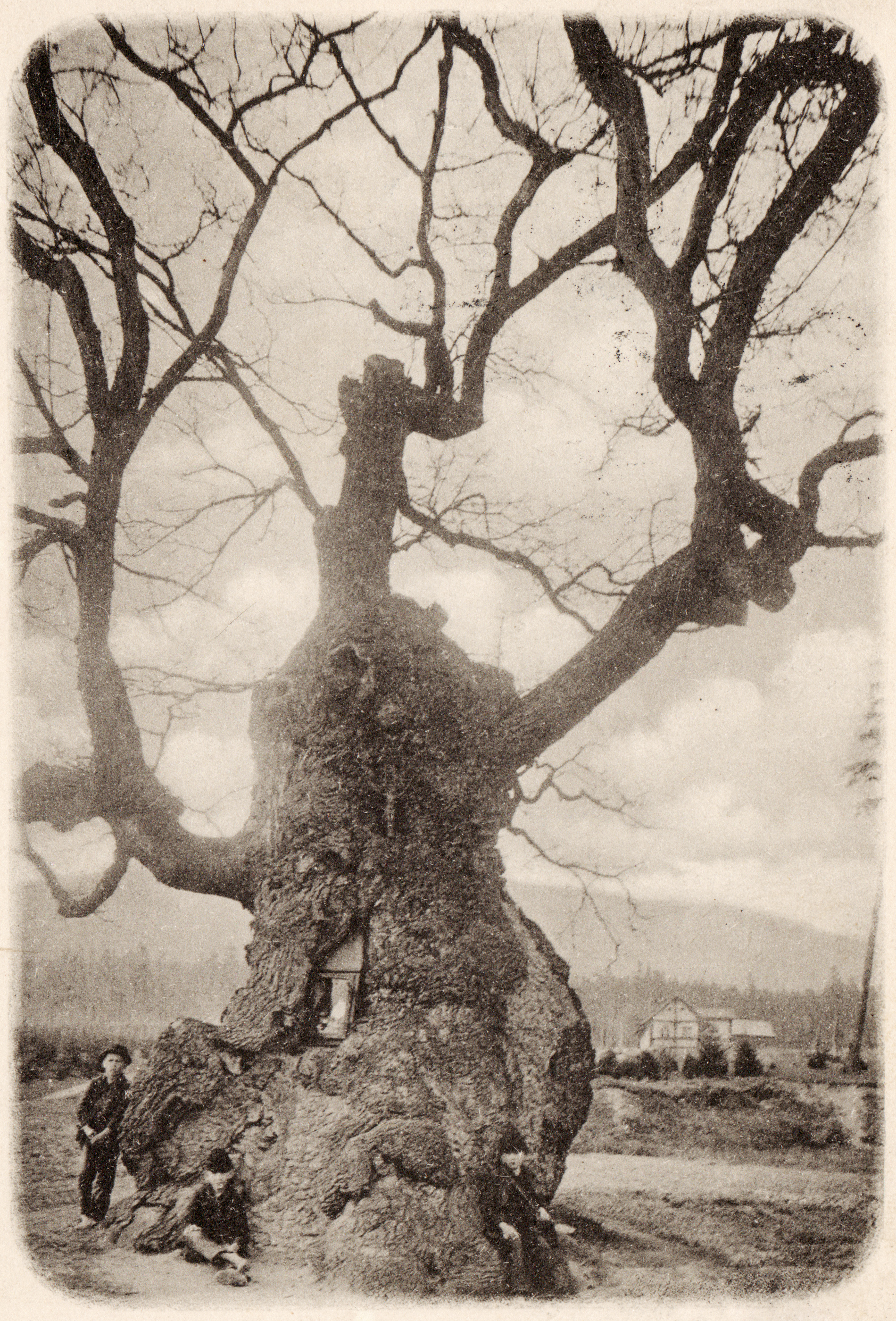
Tisíciletý dub, Osek
kolem roku 1895

Na konci 19. století se již v kmeni otevíraly tři značné dutiny, z nichž severní byla vyzděna a další (směrem k silnici) osadili místní obyvatelé prosklenou a zeleně natřenou skřínkou s obrázkem umučeného Krista, nad nějž umístili železný kříž (patrné na dobovém snímku). V okolí rostly ořechové stromy.
Na přelomu 19. a 20. století byl dub zobrazován ještě živý, z velmi silného kmene vybíhalo asi 5–6 slabších větví, původní korunu již neměl. Kdy přesně dub zanikl není známo, pravděpodobně se tak stalo v první polovině 20. století. Dochovalo se několik metrů vysoké torzo kmene bez kůry s pozůstatky vyzdívky (část vyzdívky byla poškozena v lednu 2011).

## Historie a pověsti
O památném stromu mluví pověst snad z barokního období: Dub stál v místě, které bylo vyměřené pro stavbu kláštera. Mniši nedovolili starý strom porazit a stavba kláštera se posunula jižně.
Dub také bývá nazýván Husitský, Husův nebo Žižkův. Není sice historicky prokázané, že by se pod ním Hus nebo Žižka objevili, ale přes Osek a okolí se prohnaly celkem tři husitské výpravy: První v čele s Janem Želivským, která Osek, klášter a okolí vyplenila a zastavena byla až 6. srpna 1421 u Mostu. Druhá výprava v roce 1426 byla vedená Prokopem Holým (cílená proti Ústí a Mostu). A do třetice se roku 1429 přes klášter a Osek přehnali táborité.
V roce 1883 byl strom zdoben železným křížem a obrazem Ježíše Krista.

## Další zajímavosti

znak Oseka

Památný dub se již kolem roku 1900 dostal na několik místních pohlednic (dvě z nich jsou nazývané Gruss aus Ossegg). Dnes je znázorněn ve znaku města.

## Památné a významné stromy v okolí
- Osecký buk
- Osecké lípy
- Lípa u hradu Osek
- Jilmová alej u Duchcova